# Michigan 500 1989
Marlboro 500 1989 var ett race som var den tionde deltävlingen i PPG IndyCar World Series. Racet kördes den 6 augusti på Michigan International Speedway. Michael Andretti tog sin andra raka seger, efter att ha varvat hela startfältet. Teo Fabi tog en andraplats, medan Mario Andretti slutade trea. Mästerskapsledande Emerson Fittipaldi drabbades av problem med fjädringen och tog inga poäng.

## Slutresultat
| Plats | Förare             | Team                     | Grid   | Kvaltid |
| ----- | ------------------ | ------------------------ | ------ | ------- |
| 1     | Michael Andretti   | Newman/Haas Racing       | 8      | 33,577  |
| 2     | Teo Fabi           | Porsche Motorsports      | 3      | 33,032  |
| 3     | Mario Andretti     | Newman/Haas Racing       | 6      | 33,397  |
| 4     | Al Unser Jr.       | Galles Racing            | 7      | 33,544  |
| 5     | Derek Daly         | Raynor Motorsports Group | 17     | 34,259  |
| 6     | Arie Luyendyk      | Dick Simon Racing        | 10     | 33,746  |
| 7     | Rick Mears         | Penske Racing            | 2      | 33,004  |
| 8     | Al Unser           | Penske Racing            | 4      | 33,136  |
| 9     | Bobby Rahal        | Kraco Racing             | 9      | 33,688  |
| 10    | Johnny Rutherford  | Stoops Racing            | 21     | 34,565  |
| 11    | Scott Brayton      | Dick Simon Racing        | 14     | 34,161  |
| 12    | Jeff Wood          | Gohr Racing              | 26     | 33,855  |
| 13    | Guido Daccò        | Euromotorsport           | 24     | 35,433  |
| 14    | Emerson Fittipaldi | Patrick Racing           | 1      | 32,753  |
| 15    | Phil Krueger       | Todd Walther Racing      | 28     | 34,897  |
| 16    | John Jones         | Protofab Racing          | 29     | 35,603  |
| 17    | Scott Pruett       | Truesports Co.           | 13     | 34,040  |
| 18    | A.J. Foyt          | A.J. Foyt Enterprises    | 25     | 33,674  |
| 19    | Bernard Jourdain   | Andale Racing            | 19     | 34,367  |
| 20    | Raul Boesel        | Doug Shierson Racing     | 22     | 34,997  |
| 21    | Gordon Johncock    | Hemelgarn Racing         | 18     | 34,361  |
| 22    | Roberto Guerrero   | Alex Morales Racing      | 27     | 34,214  |
| 23    | Danny Sullivan     | Penske Racing            | 5      | 33,299  |
| 24    | John Andretti      | Vince Granatelli Racing  | 20     | 34,482  |
| 25    | Kevin Cogan        | Machinists Union Racing  | 23     | 35,042  |
| 26    | Pancho Carter      | Leader Cards Racing      | 11     | 33,836  |
| 27    | Randy Lewis        | Teamkar International    | 34,200 |         |
| 28    | Rich Vogler        | Arciero Racing           | 12     | 34,026  |
| 29    | Steve Chassey      | Bettenhausen Motorsports | 16     | 34,258  |